# LandRek

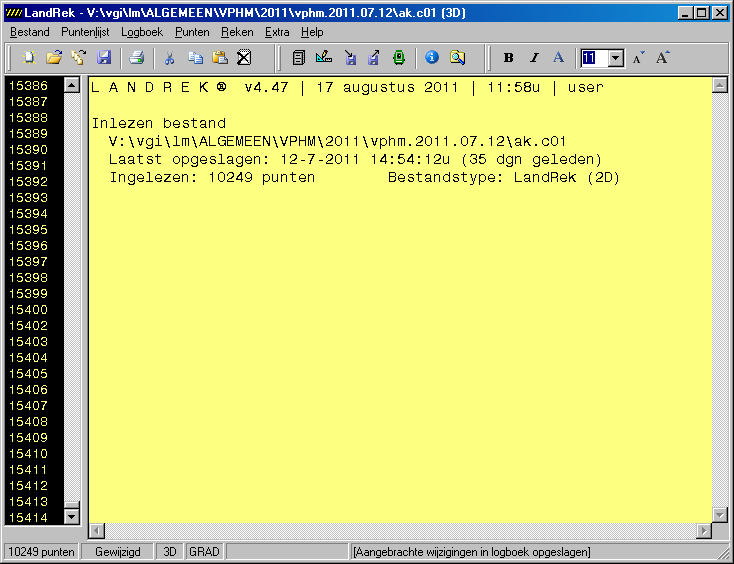
Schermafdruk van LandRek

LandRek is een computerprogramma dat is bedoeld om de meest voorkomende landmeetkundige berekeningen uit te voeren.
De belangrijkste functies zijn de berekening van argument en afstand uit coördinaten, coördinaten uit argument en afstand, voetmaat en loodlijn uit coördinaten, coördinaten uit voetmaat en loodlijn, snijpuntberekening tussen lijnen, cirkels en beide, berekening van cirkelelementen en cirkelbogen, driehoeksberekeningen, overgangsboogberekening. Daarnaast biedt het functionaliteit om coördinaatbestanden te transleren en transformeren via een gelijkvormigheidstransformatie, wel of niet overbepaald, met vrije en vaste schaal. Verder kunnen oppervlaktes worden berekend van diverse wiskundige figuren als cirkel, driehoek, vierhoek, parallellogram, veelhoek, cirkelsector, -segment en tegensector uit diverse bekende parameters.
Specifiek voor tachymetrie zijn er functies als berekening van coördinaten uit tachymetrische waarnemingen, reductie van schuin gemeten afstanden en trigonometrische hoogtemeting.
Naast het uitvoeren van landmeetkundige berekeningen kunnen ook coördinaatbestanden van en naar verschillende bestandsformaten worden geconverteerd, samengevoegd, aangepast enz.
Het programma is in eerste instantie ontwikkeld in opdracht van en in samenwerking met de gemeente Utrecht, voor gebruik binnen de landmeetkundige dienst. In 1993 werd LandRek voor het eerst geïntroduceerd voor het MS-DOS-besturingssysteem. Vanaf 1998 wordt LandRek zelfstandig verder ontwikkeld en is in zijn huidige vorm beschikbaar voor Microsoft Windows.
Het programma wordt gebruikt bij verschillende gemeenten en landmeetkundige en hydrografische bureaus binnen en buiten Nederland.